# OFC Under-19 Championship 2024
La OFC Under-19 Championship 2024 è la 24 edizione del torneo. Si svolge a Samoa ed è iniziato il 5 luglio e finirà il 18 luglio. Al torneo partecipano solo i giocatori nati dopo il 1º gennaio 2005. La Nuova Zelanda è la vincitrice del torneo dopo aver vinto la finale per 4-0 contro la Nuova Caledonia. Mentre la terza classificata sono state le Isole Salomone dopo aver vinto contro le Figi per 4-2.

## Squadre partecipanti
- Samoa (paese ospitante)
- Figi
- Isole Salomone
- Nuova Caledonia
- Nuova Zelanda
- Papua Nuova Guinea
- Tahiti
- Vanuatu

## Stadi
| Apia                    | Apia (Samoa) |
| ----------------------- | ------------ |
| National Soccer Stadium | Apia (Samoa) |
| Capienza: 3.500         | Apia (Samoa) |

## Fase a gironi

### Gruppo A

#### Classifica
| Pos. | Squadra        | Pt | G | V | N | P | GF | GS | DR |
| ---- | -------------- | -- | - | - | - | - | -- | -- | -- |
| 1.   | Isole Salomone | 9  | 3 | 3 | 0 | 0 | 5  | 0  | +5 |
| 2.   | Figi           | 6  | 3 | 2 | 0 | 1 | 9  | 5  | +4 |
| 3.   | Tahiti         | 3  | 3 | 1 | 0 | 2 | 2  | 4  | -2 |
| 4.   | Vanuatu        | 0  | 3 | 0 | 0 | 3 | 1  | 8  | -7 |

#### Risultati
| Arbitro: | Calvin Berg |

|                           |           |            |
| Prasad 45’ Tirau 45’, 48’ | Marcatori | 20’ Bennet |

| Arbitro: | David Yareboinen |

|           |           |  |
| Laena 17’ | Marcatori |  |

| Arbitro: | Cory Mills |

|  |           |                        |
|  | Marcatori | 35’ Afi 45’, 83’ Abana |

| Arbitro: | Gerard Ionatana |

|  |           |                |
|  | Marcatori | 67’ M. Papaura |

| Arbitro: | Keith Kitumbing |

|         |           |                                                          |
| Maki 4’ | Marcatori | 13’ Tirau 25’, 29’ Azafal 35’, 61’ Vasconcellos 90’ Khan |

| Arbitro: | Calvin Berg |

|  |           |           |
|  | Marcatori | 52’ Laena |

### Gruppo B

#### Classifica
| Pos. | Squadra            | Pt | G | V | N | P | GF | GS | DR  |
| ---- | ------------------ | -- | - | - | - | - | -- | -- | --- |
| 1.   | Nuova Zelanda      | 9  | 3 | 3 | 0 | 0 | 18 | 0  | +18 |
| 2.   | Nuova Caledonia    | 6  | 3 | 2 | 0 | 1 | 4  | 5  | -1  |
| 3.   | Samoa              | 3  | 3 | 1 | 0 | 2 | 4  | 8  | -4  |
| 4.   | Papua Nuova Guinea | 0  | 3 | 0 | 0 | 3 | 2  | 15 | -13 |

#### Risultati
| Arbitro: | Veer Singh |

|                                       |           |  |
| Ukich 18’ (rig.) Watson 45’ Kelly 49’ | Marcatori |  |

| Arbitro: | Tomothy Niu |

|                            |           |           |
| Trainor 38’, 47’ Gobbi 82’ | Marcatori | 50’ Moses |

| Arbitro: | Veer Singh |

|            |           |                      |
| Sagana 83’ | Marcatori | 45’ Qaeze 89’ Simane |

| Arbitro: | Kavitesh Behari |

|                                                            |           |  |
| Phoenix 14’, 18’ Gillon 36’ Partridge 74’ Brown 90’ (aut.) | Marcatori |  |

| Arbitro: | Timothy Niu |

|  |           |                                                                                               |
|  | Marcatori | 5’, 26’ Sloane-Rodrigues 11’, 16’ Makowem 18’, 58’, 71’ Kelly 67’ Walker 75’ Ukich 88’ Watson |

| Arbitro: | Kavitesh Behari |

|                    |           |             |
| Upa 41’ Brunet 45’ | Marcatori | 26’ Vaitusi |

## Spareggi

### Play-off 7º e 8º posto
Si è giocato tra le ultime dei gironi, cioè Vanuatu e Papua Nuova Guinea, la vincente si classica settima e la perdente si classifica ottava.
| Arbitro: | Kavitesh Behari |

|                             |           |                            |
| Maliwan 18’, 43’ Numake 78’ | Marcatori | 22’ Moses 37’ (aut.) Natou |

### Play-off 5º e 6º posto
Si è giocato tra le terze classificate dei gironi, cioè Tahiti e Samoa, la vincente si classifica quinta e la perdente sesta.
| Arbitro: | Timothy Niu |

|                                                             |           |  |
| Teriitemataua 32’ F. Papaura 53’ Brown 84’ (aut.) Faure 90’ | Marcatori |  |

## Fase a eliminazione diretta
|  | Semifinali      | Semifinali      | Semifinali    |               |                 | Finale          | Finale          | Finale          |  |
|  |                 |                 |               |               |                 |                 |                 |                 |  |
|  | Isole Salomone  | Isole Salomone  | 2             |               |                 |                 |                 |                 |  |
|  | Isole Salomone  | Isole Salomone  | 2             |               |                 |                 |                 |                 |  |
|  | Nuova Caledonia | Nuova Caledonia | 3             |               |                 |                 |                 |                 |  |
|  | Nuova Caledonia | Nuova Caledonia | 3             |               | Nuova Caledonia | Nuova Caledonia | 0               |                 |  |
|  |                 |                 |               |               | Nuova Caledonia | Nuova Caledonia | 0               |                 |  |
|  |                 |                 | Nuova Zelanda | Nuova Zelanda | 4               |                 |                 |                 |  |
|  | Nuova Zelanda   | Nuova Zelanda   | Nuova Zelanda | Nuova Zelanda | 4               | 1               |                 |                 |  |
|  | Nuova Zelanda   | Nuova Zelanda   |               |               |                 | 1               |                 |                 |  |
|  | Figi            | Figi            | 0             |               |                 | Finale 3º posto | Finale 3º posto | Finale 3º posto |  |
|  | Figi            | Figi            | 0             |               |                 |                 |                 |                 |  |
|  |                 |                 |               |               |                 |                 |                 |                 |  |
|  |                 |                 |               |               |                 | Isole Salomone  | Isole Salomone  | 4               |  |
|  |                 |                 |               |               |                 | Isole Salomone  | Isole Salomone  | 4               |  |
|  |                 |                 |               |               |                 | Figi            | Figi            | 2               |  |

### Semifinali
| Arbitro: | Cory Mills |

|                   |           |                           |
| Iro 37’ Abana 45’ | Marcatori | 13’, 27’ Qaeze 88’ Simane |

| Arbitro: | David Yareboinen |

|            |           |  |
| Watson 48’ | Marcatori |  |

### Finale 3º posto
| Arbitro: | Gerard Ionatana |

|                                 |           |                                 |
| Francis 48’, 65’, 90’ Zopoa 83’ | Marcatori | 53’ (rig.) Khan 88’ (aut.) Rioa |

### Finale
| Arbitro: | Veer Singh |

|  |           |                                              |
|  | Marcatori | 37’ Candy 64’, 67’ (rig.) Supik 73’ Bulkeley |

## Classifica marcatori

### 4 reti
- Keegan Kelly

### 3 reti
- Penisoni Tirau
- Jimson Abana

- Paul Francis
- Paul Qaeze

- Ryan Watson

### 2 reti
- Ibrahim Azafal
- William Khan (1 rig.)
- Sterling Vasconcellos
- James Laena
- Antoine Simane

- Daniel Makowem
- Codey Phoenix
- Gabriel Sloane-Rodrigues
- Luke Supik (1 rig.)

- Stipe Ukich (1 rig.)
- Nalau Moses
- Pharrell Trainor
- Thomas Maliwan

### 1 rete
- Akash Prasad
- Billy Afi
- Gordon Iro
- Besa Zopoa
- Louis Brunet
- Jythrim Upa
- James Andrew Bulkeley

- Lachlan Candy
- Fergus Gillon
- Lewis Partridge
- Nathan Walker
- Tonny Sagana
- Juan Gobbi
- Kingston Vaitusi

- Kamalani Bennet
- Keanan Faure
- Franck Papaura
- Matai Papaura
- Tahiarii Teriitemataua
- Jacky Numake
- Glen Maki

### Autoreti
- Isikeli Brown (2, pro  Nuova Zelanda e  Tahiti)
- George Harrrison Rioa (1, pro  Figi)
- Jean Patriano Natou (1, pro  Papua Nuova Guinea)